# Кучумов Павло Сергійович
Павло Сергійович Кучумов (26 лютого 1904, місто Москва, тепер Російська Федерація — 17 грудня 1987, місто Москва) — радянський діяч, голова Всесоюзного об'єднання Ради міністрів СРСР «Союзсільгосптехніка» — міністр СРСР. Член ЦК КПРС у 1961—1966 роках. Депутат Верховної ради СРСР 6-го скликання.

## Життєпис
Народився в родині службовця (касира). У 1919—1920 роках працював учнем слюсаря в філії обозних майстерень у Москві.
У 1920—1921 роках служив у Червоній армії переписувачем штабу полку.
У 1921—1926 роках — учень токаря і токар на Московському машинобудівному заводі (колишній завод Єфимова).
Член ВКП(б) з 1929 року.
У 1931 році закінчив Московський автотракторний інститут.
У 1931—1932 роках — наладчик цеху моторів, у 1932—1934 роках — інженер, заступник начальника моторного цеху Нижньогородського (Горьковського) автомобільного заводу імені Молотова.
У 1934—1936 роках перебував у відрядженні в США і Великій Британії.
У 1936—1938 роках — начальник моторного цеху, у 1938—1941 роках — головний інженер Горьковського автомобільного заводу імені Молотова.
У 1941 році працював начальником технічного відділу, головою технічної ради і членом колегії Народного комісаріату середнього машинобудування СРСР. З липня 1941 року — заступник, з вересня 1941 по 1946 рік — 1-й заступник народного комісара середнього машинобудування СРСР.
У 1946—1947 роках — заступник міністра автомобільної промисловості СРСР.
У 1947—1953 роках — заступник міністра сільського господарства СРСР. Одночасно в 1948—1953 роках — начальник Головного управління машинно-тракторних станцій (МТС).
У березні — листопаді 1953 року — заступник міністра сільського господарства і заготівель СРСР.
У листопаді 1953—1961 роках — заступник міністра сільського господарства СРСР. Одночасно в 1954—1955 роках — начальник Головного управління машинно-тракторних станцій і механізації сільського господарства, у 1955—1956 роках — начальник Головного управління машинно-тракторних станцій (МТС).
20 лютого 1961 — 26 грудня 1962 року — голова Всесоюзного об'єднання Ради міністрів СРСР із продажу сільськогосподарської техніки, запасних частин, мінеральних добрив та інших матеріально-технічних засобів, організації ремонту і використання машин в колгоспах і радгоспах («Союзсільгосптехніка») — міністр СРСР.
У грудні 1962—1963 роках — начальник відділу автотракторного і сільськогосподарського машинобудування Держплану СРСР.
У 1963—1965 роках — начальник управління автотракторного і сільськогосподарського машинобудування Ради народного господарства СРСР.
У 1965—1976 роках — начальник управління постачання і міжгалузевих зв'язків із продукції машинобудування Держпостачу СРСР.
З березня 1976 року — персональний пенсіонер союзного значення в Москві. До 1977 року був помічник заступника голови Держпостачу СРСР.
Помер 17 грудня 1987 року. Похований в Москві на Ваганьковському цвинтарі (ділянка № 5).

## Нагороди
- два ордени Леніна (29.12.1941; 9.03.1944)
- орден Жовтневої Революції
- орден Вітчизняної війни І ст.
- три ордени Трудового Червоного Прапора (27.03.1934,)
- орден Червоної Зірки (24.11.1942)
- медаль «За трудову доблесть»
- медаль «За доблесну працю у Великій Вітчизняній війні 1941—1945 рр.»
- медалі
- Сталінська премія ІІ ст. (1951) — за розробку і впровадження в сільське господарство методів відновного ремонту базових деталей тракторів старих марок.